# Zabałaccie (rejon orszański)
Zabałaccie (biał. Забалацце; ros. Заболотье, Zabołotje) – agromiasteczko na Białorusi, w obwodzie witebskim, w rejonie orszańskim, w sielsowiecie Zabałaccie, którego wbrew nazwie nie jest siedzibą.
Zabałaccie położona jest nad rzeką Adrou i przy drodze republikańskiej R15.